# Joseph Neuhauser
Joseph Neuhauser a fost un pictor sibian de la sfârșitul secolului al XVIII-lea și începutul secolului al XIX-lea. A fost desenator și pictor. La începutul secolului al XIX-lea a fost profesor de desen la Școala Normală din Sibiu. În anul 1807 a început editarea unui album de costume.
În anul 1795 a pictat iconostasul Bisericii Greco-Catolice din Sibiu. Iconostasul, inițial de piatră, conform fotografiilor din arhiva parohială era existent încă pe la începutul sec. XX, a fost înlocuit până în 1948 (moment de la care biserica a fost preluată de ortodocși) cu unul de lemn cu picturi încastrate pe pânză.
Între elevii lui Neuhauser s-au numărat Miklós Barabás și Miklós Sikó.
O lucrare a sa, reprezenând Băile Herculane în anul 1815, se află expusă la Siebenbürgisches Museum din Gundelsheim.

## Galerie de imagini

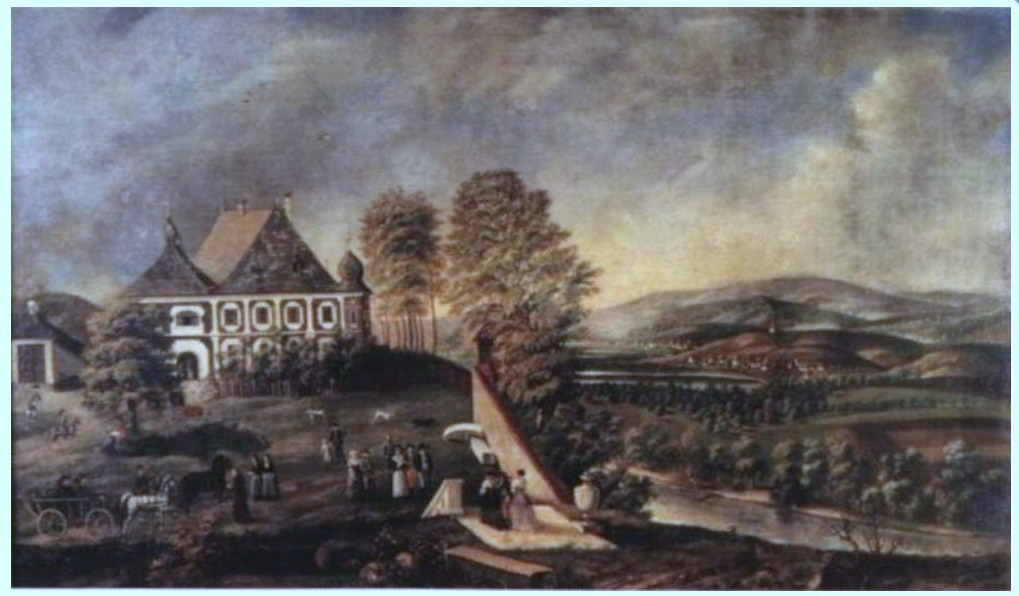
Castelul Teleki din Uioara de Sus, pictură din 1791